# Palpomyia verna
Palpomyia verna är en tvåvingeart som beskrevs av Meillon och Wirth 1987. Palpomyia verna ingår i släktet Palpomyia och familjen svidknott. Inga underarter finns listade i Catalogue of Life.